# Fissarena barlee
Fissarena barlee is een spinnensoort uit de familie Trochanteriidae. De soort komt voor in West-Australië.